# Battaglia di Fort St George
La battaglia di Fort St George (o Fort George) fu l'episodio culminante di una spedizione dell'esercito Continentale, agli ordini di Benjamin Tallmadge, contro un avamposto lealista sulla costa sud del Long Island, il 23 novembre 1780 nel corso della rivoluzione americana.

## Preparazione
Una parte dei lealisti ritiratisi dal Rhode Island si era stabilita al Maniero St George, fortificandolo con una palizzata alta 3,7 metri e con un piccolo fossato. Il maggiore Tallmadge era alla guida di 80 uomini appartenenti al 2nd Continental Light Dragoons partiti il 21 novembre 1780 da Fairfield lungo il Long Island Sound e sbarcati a Mount Sinai il pomeriggio del 22. Dopo aver lasciato 20 uomini di guardia alle scialuppe, Tallmadge ordinò ai suoi uomini di avanzare con i moschetti scarichi e con la baionetta pronta e si diresse al forte dove arrivò alle prime luci dell'alba.

## Battaglia
Tallmadge divise i suoi uomini in 3 gruppi che avrebbero attaccato i vari lati della barricata. Il gruppo di Tallmadge riuscì ad arrivare a 37 metri senza essere avvistato fino a che una sentinella sparò per dare l'allarme; a questo punto gli uomini di Tallmadge si precipitarono dentro la barricata mentre gli altri due gruppi scalavano le pareti. Secondo il rapporto di Tallmadge la sorpresa fu sufficiente: la casa principale fu circondata e si arrese dopo nemmeno 10 minuti, nonostante alcuni lealisti riuscirono a raggiungere una casa fortificata, si arresero dopo un breve scontro a fuoco.

## Conseguenze
Gli uomini di Tallmadge distrussero le scorte del forte e presero numerosi prigionieri. Secondo il rapporto di Tallmadge le sue perdite ammontarono ad un ferito, mentre quelle inglesi a 7 morti e 54 feriti. Il percorso utilizzato dagli americani per attraversare l'isola è conosciuto come Tallmadge Trail.